# Августа Вера Дуті
Августа Вера Дуті (афр. Augusta Vera Duthie; 1881—1963) — південноафриканська ботанік, яка вивчала рослини Західної Капської провінції. Також була популярною викладачкою — читала лекції з криптогамної ботаніки. Вона була першою викладачкою університету з ботаніки, яка повністю здобула освіту в Південній Африці.

## Біографія
Августа Вера Дуті отримала ступінь бакалавра у 1901 році в Гугенотському коледжі у Веллінгтоні, ПАР. Отримала ступінь магістра в 1910 році в Південноафриканському коледжі у Кейптауні. Отримала ступінь доктора наук у 1929 році в Університеті Південної Африки в Преторії. Августа Вера Дуті читала лекції з ботаніки у 1902—1920 рр., у коледжі який згодом став Стелленбоським університетом (м. Стелленбош). Історія Ботанічного саду Стелленбоського університету датується 1902 роком, коли викладачка Августа Вера Дуті вирощувала рослини поруч із тодішньою головною будівлею на кампусі для наукових досліджень і практичних занять студентів. У той же період Брум, який описував Chlorotalpa duthieae, був професором геології й зоології в тому ж закладі.
А. В. Дуті опублікувала свою першу наукову статтю «Анатомія Gnetum africanum» в Анналах ботаніки в 1912 році. Протягом наступних кількох років вона перетворилася на активного дослідника, зосередившись на флорі Стелленбоського плато. Внаслідок її кропіткої роботи плато стало найбільш інтенсивно вивченою ботанічною територією країни. Результати її досліджень були опубліковані в ряді статей в Анналах Стелленбоського університету між 1924 і 1940 роками. Вона описала кілька нових видів рослин з цього регіону. Три подальші роботи стосувалися морфології виду Selaginella pygmaea. Вона також зробила чудову колекцію Myxogastria й описала цю групу грибів у 1917 році в «Працях Королівського товариства Південної Африки». Дві її роботи стосувалися її досліджень південноафриканських Ricciaceae.
А. В. Дуті стала членом південноафриканського філософського товариства (згодом, Королівського товариства Південної Африки) в 1906 році. Вона приєдналася до Південноафриканської асоціації з розвитку науки в 1917 році (також відомої як S2A3). Протягом 1930-х років вона була членом Капського клубу природної історії.
Після смерті останнього брата в 1933 році, А. В. Дуті стала відповідальною за управління сімейним господарством. Наприкінці 1939 року вона пішла з ботанічного відділення, але залишилася до серпня 1940 року, коли оселилася в Бельвідері. Невелика територія (2.6 га) Стелленбоського плато, де науковиця зробила більшу частину своїх польових робіт, названа заповідником Дуті.

## Описані таксони
Науковиця є автором кількох таксонів: Eriospermum algiferum, Eriospermum appendiculatum, Eriospermum graminifolium, Eriospermum papilliferum, Eriospermum pustulatum, Fusifilum minus, Isoetes capensis, Isoetes stellenbossiensis, Isoetes stephanseniae.

## Вшанування
Окрім як у назві виду з родини златокротових, Chlorotalpa duthieae, ім'я науковиці є в наукових назвах низки рослин: Drimia duthieae, Psilocaulon duthiae, Restio duthieae, Ruschia duthiae, Stomatium duthiae. Рід півникових, Duthiastrum, також названий на її честь.